# Торо Россо (команда Формули-1)
Скуде́рія То́ро Ро́ссо (італ. Toro Rosso, перекладається як «червоний бик») — одна з двох команд Формули-1, що належать австрійській компанії
Red Bull GmbH (інша Red Bull Racing). Ця команда дебютувала у сезоні 2006 року, після того як Пол Стоддарт продав свою частку в команді Minardi власнику Red Bull Дітріху Матешицу, що згодом володів Торо Россо 50 на 50 з колишнім гонщиком Формули-1 Герхардом Бергером. У листопаді 2008 Red Bull повністю заволодів Торо Россо, викупивши частку Бергера.
Головна ціль команди Торо Россо полягає у вихованні молодих талановитих гонщиків для старшої команди.
Перше командне очко було здобуте Вітантоніо Ліуцці на Гран-прі США 2006 року. Перший поул та перша перемога — Себастьяном Феттелем на Гран-прі Італії 2008.
У сезонах 2007 і 2008 команда Торо Россо використовувала двигуни Ferrari V8, від яких відмовилась старша команда з 2006 року. Керівником команди є Франк Тост. Машина Торо Россо сезону 2009 STR4 майже ідентична до Red Bull RB5, обидві вони спроектовані Едріаном Ньюї. Себастьєн Бурде і Себастьєн Буемі — пілоти команди в сезоні 2009, після Гран-прі Німеччини Бурде змінив іспанський новачок Хайме Альгерсуарі.

## Історія

### Сезон 2006

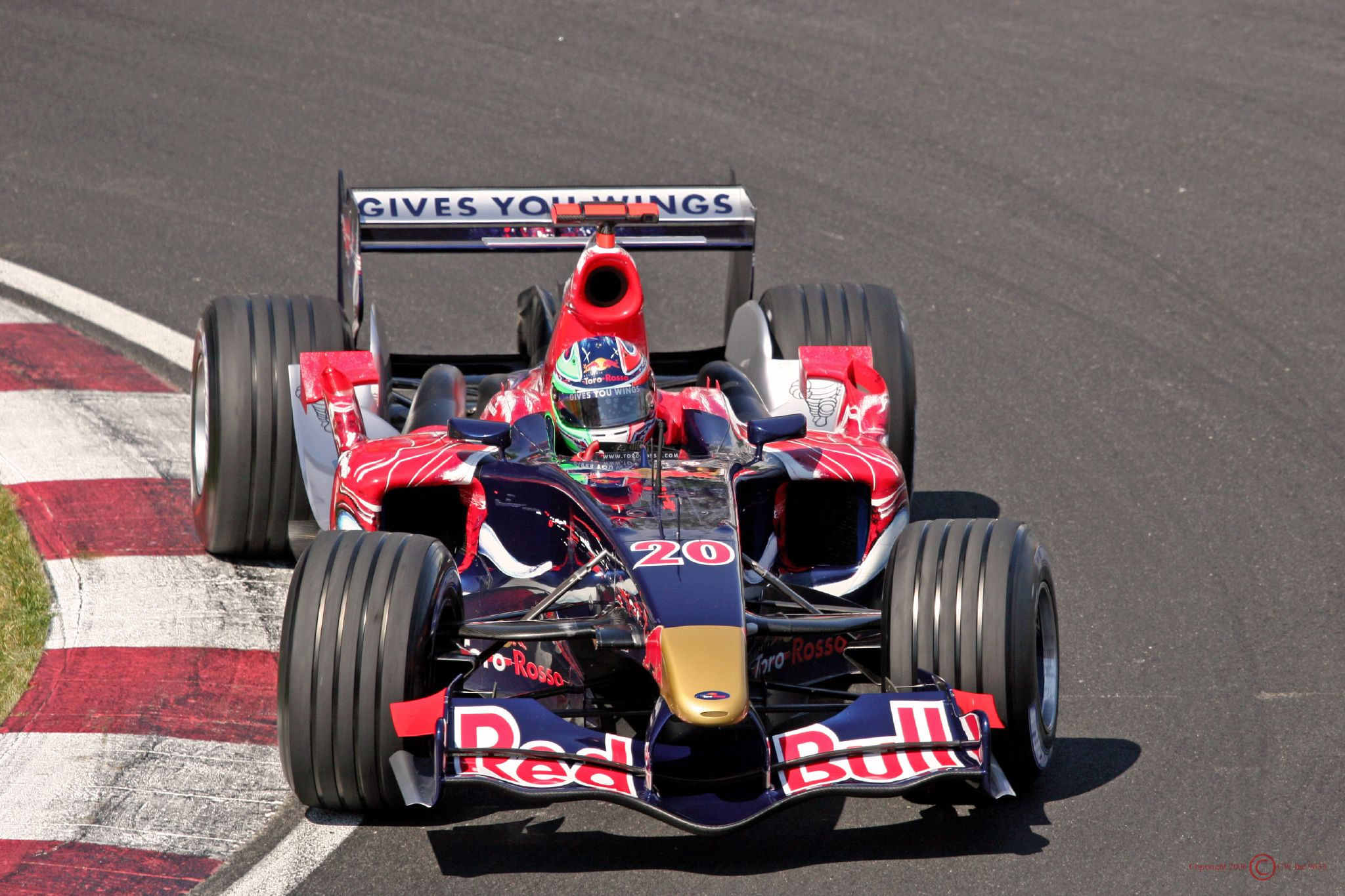
Вітантоніо Ліуцці на Гран-прі Канади 2006

Перший сезон став позитивним для молодшої команди Red Bull. Пілотами команди стали Вітантоніо Ліуцці та Скотт Спід. Через погану фінансову ситуацію команди Minardi Торо Россо дозволили користуватись двигунами V10 (у той час як інші команди відповідно до регламенту використовували двигуни V8). У США Вітантоніо Ліуцці здобув перше очко команди. Колишній гонщик Герхард Бергер стає керівником Торо Россо, викупивши частку в команді. За підсумками сезону 2006 команда зайняла в Чемпіонаті світу 9 місце, набравши 1 очко.

### Сезон 2007
Сезон 2007 почався для стайні дуже невдало. На перших 10 Гран-прі у команди було 13 сходів. Що й призвело до заміни Скотта Спіда в липні на колишнього тест-пілота BMW Себастьяна Феттеля. Ця заміна пішла Торо Россо на краще і сезон 2007 був закінчений на 7 місці з 8 заліковими пунктами.

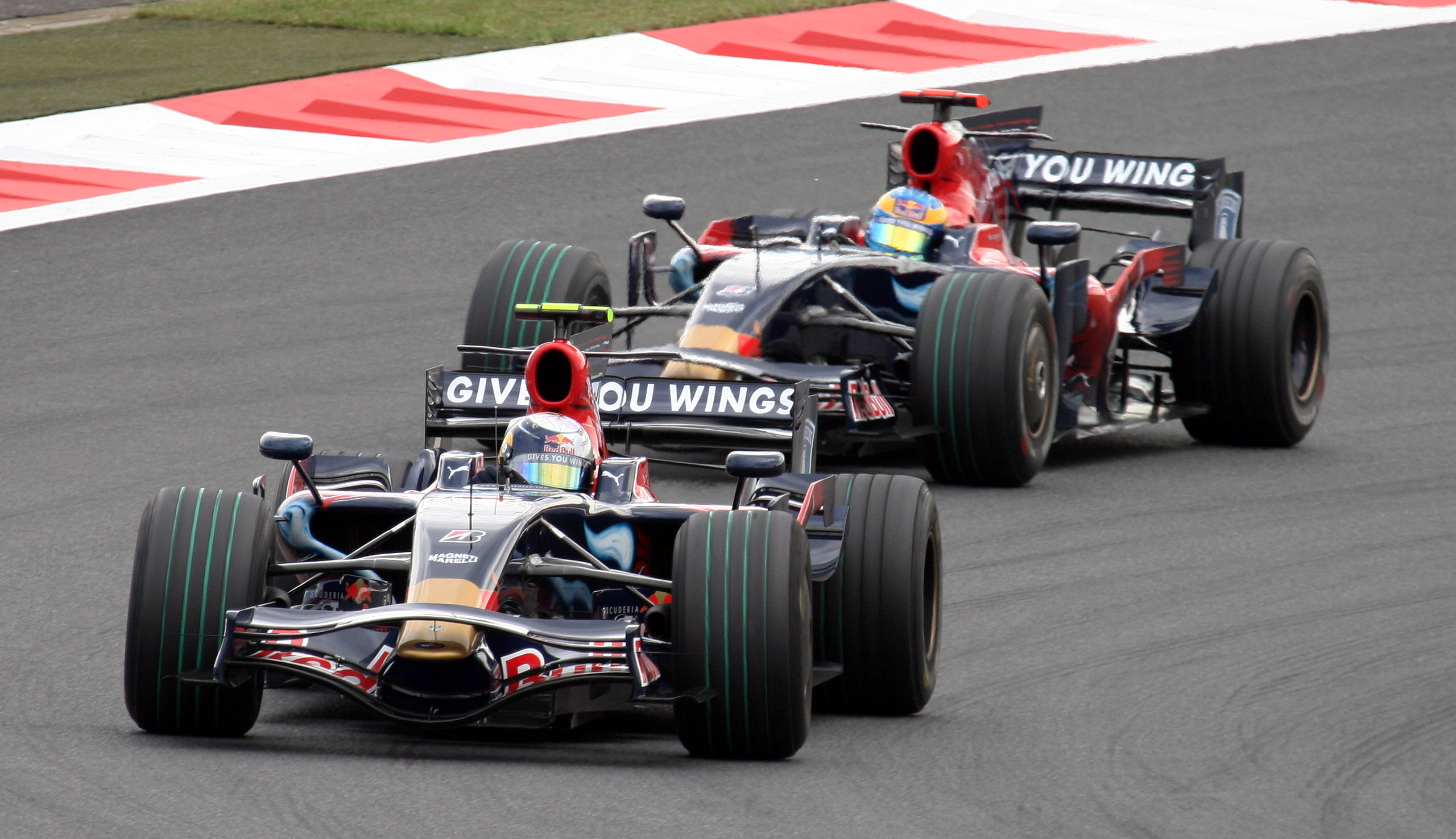
Себастьян Феттель і Себастьєн Бурде на Гран-прі Японії 2008.

### Сезон 2008
Сезон 2008 став безперечно найуспішнішим в історії команди. Стайня ставала сильніше від гонки до гонки і нарешті на Гран-прі Італії 2008 Себастьян Феттель здобув перший поул і першу перемогу. На додаток Торо Россо змогла випередити старшу команду зайнявши в загальному заліку 6 місце і набравши 39 очок.

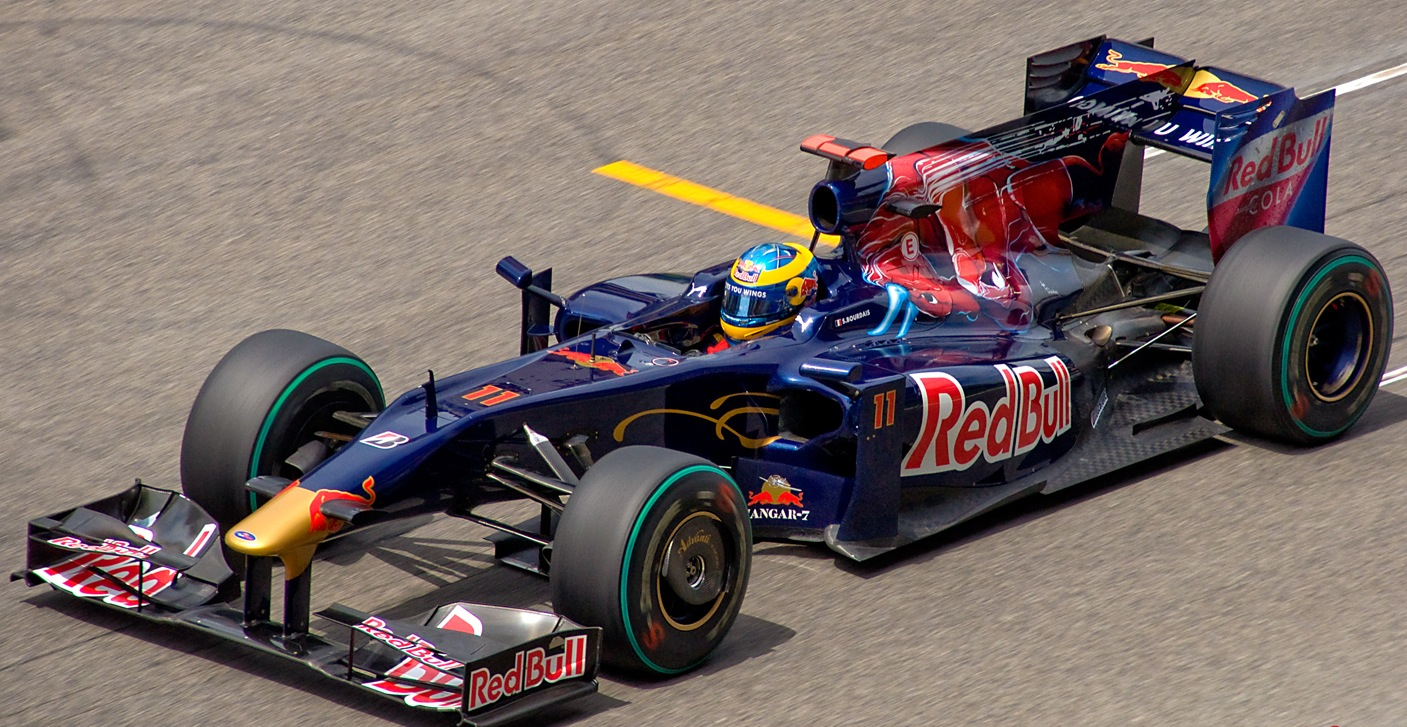
Болід команди зразка 2009 року — STR4

### Сезон 2009
Після того, як Феттеля забрали до Red Bull пілотами Торо Россо стали Себастьєн Бурде і Себастьєн Буемі. Команда виступає в поточному сезоні невдало і займає останнє 10 місце (5 очок). Після Гран-прі Німеччини керівництво команди вирішило припинити співпрацю з Себастьєном Бурде через невдалі результати і на Гран-прі Угорщини його замінив 19-річний іспанський автогонщик Хайме Альгерсуарі, який став наймолодшим пілотом в історії Формули-1.

## Результати в Формулі-1
| Рік      | Назва                     | Car        | Двигун                          | Шини | №               | Пілот                                                   | Очки | Місце |
| -------- | ------------------------- | ---------- | ------------------------------- | ---- | --------------- | ------------------------------------------------------- | ---- | ----- |
| 2006     | Scuderia Toro Rosso       | STR1       | Cosworth TJ2005 3.0 V10         | M    | 20. 21.         | Вітантоніо Ліуцці Скотт Спід                            | 1    | 9     |
| 2007     | Scuderia Toro Rosso       | STR2       | Ferrari 056 2006 2.4 V8         | B    | 18. 19.         | Вітантоніо Ліуцці Скотт Спід Себастьян Феттель          | 8    | 7     |
| 2008     | Scuderia Toro Rosso       | STR2B STR3 | Ferrari 056 2007 2.4 V8         | B    | 14. 15.         | Себастьєн Бурде Себастьян Феттель                       | 39   | 6     |
| 2009     | Scuderia Toro Rosso       | STR4       | Ferrari 056 2008 2.4 V8         | B    | 11. 12.         | Себастьєн Бурде Хайме Альґерсуарі Себастьєн Буемі       | 8    | 10    |
| 2010     | Scuderia Toro Rosso       | STR5       | Ferrari 056 2009 2.4 V8         | B    | 16. 17.         | Себастьєн Буемі Хайме Альґерсуарі                       | 13   | 9     |
| 2011     | Scuderia Toro Rosso       | STR6       | Ferrari 056 2010 2.4 V8         | P    | 18. 19.         | Себастьєн Буемі Хайме Альґерсуарі                       | 41   | 8     |
| 2012     | Scuderia Toro Rosso       | STR7       | Ferrari 056 2011 2.4 V8         | P    | 16. 17.         | Данієль Ріккардо Жан-Ерік Вернь                         | 26   | 9     |
| 2013     | Scuderia Toro Rosso       | STR8       | Ferrari 056 2012 2.4 V8         | P    | 18. 19.         | Жан-Ерік Вернь Данієль Ріккардо                         | 33   | 8     |
| 2014     | Scuderia Toro Rosso       | STR9       | Renault Energy F1-2014 1.6 V6 t | P    | 25. 26.         | Жан-Ерік Вернь Даніїл Квят                              | 30   | 7     |
| 2015     | Scuderia Toro Rosso       | STR10      | Renault Energy F1-2015 1.6 V6 t | P    | 33. 55.         | Макс Ферстаппен Карлос Сайнс мол.                       | 67   | 7     |
| 2016     | Scuderia Toro Rosso       | STR11      | Ferrari 060 1.6 V6 t            | P    | 26. 33. 55.     | Даніїл Квят Макс Ферстаппен Карлос Сайнс мол.           | 63   | 7     |
| 2017     | Scuderia Toro Rosso       | STR12      | Toro Rosso 1.6 V6 t             | P    | 10. 26. 28. 55. | П'єр Гаслі Даніїл Квят Брендон Гартлі Карлос Сайнс мол. | 53   | 7     |
| 2018     | Red Bull Toro Rosso Honda | STR13      | Honda RA618H 1.6 V6 t           | P    | 10. 28.         | П'єр Гаслі Брендон Гартлі                               | 33   | 9     |
| 2019     | Red Bull Toro Rosso Honda | STR14      | Honda RA619H 1.6 V6 t           | P    | 10. 23. 26.     | П'єр Гаслі Александр Албон Даніїл Квят                  | 85   | 6     |
| Джерело: |                           |            |                                 |      |                 |                                                         |      |       |

## Уточнюючі виноски
1. 1 2  У 2017 році Toro Rosso використовувала силові агрегати Renault R.E.17. Через спонсорство ці двигуни були перейменовані на "Toro Rosso".
2. ↑  Брендон Гартлі отримав номер 39 на Гран-прі США 2017, перш ніж він вибрав постійний номер для перегонів.